# Merivale River
Der Merivale River ist ein Fluss im Südosten des australischen Bundesstaates Queensland.
Der Fluss entspringt im Süden des Carnarvon-Nationalparks an den Westhängen des Mount Eden. Er durchfließt die Kleinstadt Sunrise und mündet bei Forest Vale in den Maranoa River.
Sandy Creek, Box Creek und Smith Creek sind seine wichtigsten Nebenflüsse. 